# Talal Omar Abdillahi
Talal Omar Abdillahi (arabisch طلال عمر عبد الله; geb. 12. Mai 1967) ist ein ehemaliger dschibutischer Langstreckenläufer.
Abdillahi trat bei den Olympischen Sommerspielen 1988 in Seoul und den Olympischen Sommerspielen 1992 in Barcelona an.
1988 nahm er am Wettbewerb über 10.000 m teil und kam in den Vorläufen auf Platz 18. Vier Jahre später trat er im Marathon an, beendete allerdings nicht den Lauf.